# 플리퍼 (1963년 영화)
플리퍼(Flipper)는 미국에서 제작된 제임스 B. 클락 감독의 1963년 영화이다. 척 코너스 등이 주연으로 출연하였고 아이반 토스 등이 제작에 참여하였다.

## 출연

### 주연
- 척 코너스
- 루크 핼핀

### 조연
- 제인 로즈
- 조 히긴스
- 로버트슨 화이트